# Unterseeboot 18 (1912)
Pour les articles homonymes, voir Unterseeboot 18.
Le sous-marin allemand Unterseeboot 18 (Seiner Majestät Unterseeboot 18 ou SM U-18), de type U 17 a été construit par la Kaiserliche Werft de Danzig, et lancé le 25 avril 1912 pour une mise en service le 17 novembre 1912. Il a servi pendant la Première Guerre mondiale sous pavillon de la Kaiserliche Marine.

## Caractéristiques techniques
De type type U 17, Le SM U-18 est long de 62,35 m, large de 6 m (maître bau), haut de 7,30 m, et était armé de six torpilles et d’un canon de pont de 105 mm capable d’effectuer 300 tirs (en surface).

Doté d'une autonomie de 6 700 milles nautiques, sa vitesse était de 14,6 nœuds en surface et de 9,5 nœuds sous l’eau. Il pouvait plonger à une profondeur de 50 mètres environ.

À son bord se trouvait un équipage de quatre officiers et de 25 matelots.

## Histoire
Le 6 août 1914, à 4 h 30, le SM U-18 appareille avec neuf autres sous-marin pour le tout premier voyage ennemi de la guerre.
Le 13 septembre 1914, le SM U-18 sauve une partie de l'équipage du croiseur léger Hela qui avait été torpillé au sud-ouest de Heligoland par le sous-marin britannique HMS E9.
Lors de sa troisième mission, le 23 novembre 1914, le SM U-18 pénètre dans la baie de Scapa Flow, le mouillage de la Flotte britannique, par la principale entrée Sud : Hoxa Sound. Il a surmonté les obstacles dans le sillage d'un cargo à vapeur entrant avec peu de difficultés. Cependant, la Flotte était absente, étant dispersée dans des mouillages sur la côte Ouest de l'Écosse et de l'Irlande et le SM U-18 n'a pas trouvé de cible valable. Alors que le SM U-18 se dirige vers la haute mer par Hoxa Sound, son périscope est repéré par le chalutier armé Tokyo et peu après, il a été éperonné par le dragueur de mines armé Dorothy Grey dans le Pentland Firth. Les deux périscopes sont détruits et les safrans de profondeur sont endommagés, de sorte qu'une plongée contrôlée n'est plus possible, allant même jusqu'à heurter le fond marin à un moment donné. Il a été éperonné une seconde fois par le destroyer HMS Garry, le commandant du sous-marin, le Kapitänleutnant Hennig, a dû faire surface, abandonner le SM U-18 et ordonner son sabordage. L'équipage a pu se sauver, à l'exception d'un marin, recueillis par des bateaux britanniques,. Ils ont été internés comme prisonniers de guerre.
L'épave se trouve à 75 m sous la surface, juste à l'extérieur de la Hoxa Gate à la position géographique de 58° 41′ N, 2° 55′ O.

## Commandants
- Kapitänleutnant (Kptlt.) Heinrich von Hennig du 1er août 1914 au 23 novembre 1914

## Flottilles
- Flottille II du 1er août 1914 au 23 novembre 1914

## Patrouilles
Le SM U-18 a effectué trois patrouilles pendant son service.

## Palmarès
Le SM U-18 n'a, ni coulé, ni endommagé de navire ennemi pendant son service actif.